# فهرست کشتارها در ایران
این نوشتار فهرستی از کشتارهای واقع‌شده در ایران را دربردارد.
| نام                                                        | تاریخ                                          | مکان               | Deaths            | Perpetrators                | ملاحظات |
| ---------------------------------------------------------- | ---------------------------------------------- | ------------------ | ----------------- | --------------------------- | --- |
| تخت جمشید                                                  | فوریه ۳۳۰ پیش از میلاد                         | تخت جمشید          | نامشخص            | ارتش مقدونیه باستان         | جمعیت غیرنظامی و اسیران به صورت تصادفی پس از فتح شهر سلاخی شدند. شهر کامل در ماه مه ۳۳۰ قبل از میلاد در آتش سوخت.                         |
| قتل عام کاسایی ها                                          | دسامبر ۳۲۴ قبل از میلاد/نزدیک ۳۲۳ قبل از میلاد | زاگرس              | نامشخص            | ارتش مقدونیه باستان         | ارتش اسکندر سوم تمام قوم کاسایی ایران را در چهل روز به شمشیر انداخت. تعداد تلفات ناشناخته اما به احتمال زیاد چند صد تا هزار یا بیشتر بود. |
| اصطخر                                                      | ۶۵۱                                            | اصطخر              | ۱۵۰۰۰۰            | خلافت راشدین                | بخشی از حمله اعراب به ایران |
| تاریخ ایران                                                | ۱۲۱۹–۱۲۵۸                                      | ایران              | ۱۰۰۰۰۰۰۰–۱۵۰۰۰۰۰۰ | امپراتوری مغول              | ۷۵٪ -۹۰٪ از جمعیت ایران کشته شد. |
| سقوط اصفهان ۷۶۶‌ شمسی                                       | اصفهان                                         | ۷۰٬۰۰۰–۲۰۰٬۰۰۰     | امپراتوری تیموری  | [ ۴ ] [ ۵ ]                 | |
| تهمت خون ۱۹۱۰ در شیراز                                     | ۳۰ اکتبر ۱۹۱۰                                  | شیراز              | ۱۲                | اوباش عصبانی                | کشتار ضد یهود |
| نسل‌کشی آشوری‌ها در خلال اشغال ایران در جنگ جهانی اول        | ۱۹۱۴–۱۹۱۸                                      | شمالغرب ایران      | ۱۲۰۰۰             | امپراتوری عثمانی            | به گفته نیویورک تایمز |
| آتش‌سوزی سینما رکس آبادان                                   | ۱۹۷۸                                           | آبادان             | ۴۷۰               | نامشخص                      | |
| تظاهرات ۱۷ شهریور                                          | ۱۹۷۸                                           | تهران              | ۸۸–۴٬۰۰۰          | تاریخ نظامی ایران           | |
| اعدام دسته‌جمعی زندانیان عقیدتی-سیاسی ایران در تابستان ۱۳۶۷ | ۱۹۸۸                                           | ایران              | ۲۸۰۰–۳۰۰۰۰        | نیروهای جمهوری اسلامی       | [ ۷ ] |
| تیراندازی ۲۰۱۰ خراسان                                      | ۲ ژانویه ۲۰۱۰                                  | استان خراسان جنوبی | ۱۰                | قاچاقچیان موادمخدر          | |
| حملات ۱۳۹۶ تهران                                           | ۷ ژوئن ۲۰۱۷                                    | تهران              | ۱۸                | داعش                        | |
| حمله به اتوبوس کارکنان سپاه زاهدان                         | ۱۳ فوریه ۲۰۱۹                                  | بخش کورین          | ۲۷                | جیش‌العدل                    | |
| قتل‌عام ماهشهر                                              | ۱۶–۲۰ نوامبر ۲۰۱۹                              | بندر ماهشهر        | ۴۰–۱۴۸            | سپاه پاسداران انقلاب اسلامی | قتل‌عام معترضان در جریان اعتراضات آبان ۱۳۹۸ ایران                                                                                          |